# Microstati europei

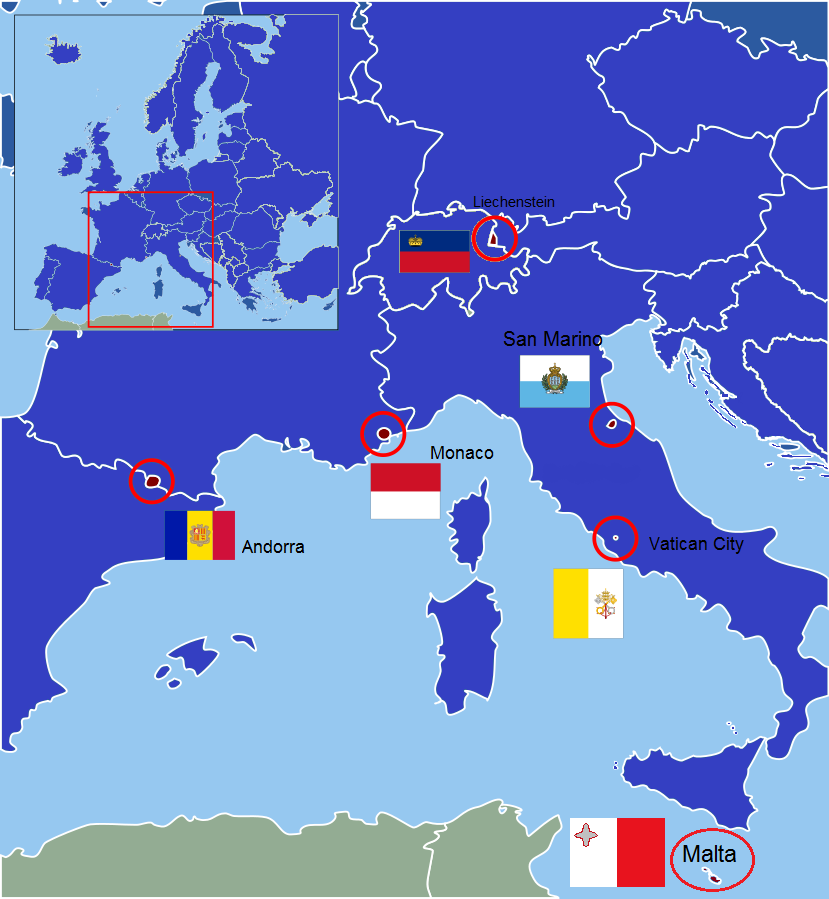
Mappa dei microstati europei: Andorra, Liechtenstein, Malta, Monaco, San Marino e Città del Vaticano.

I microstati europei o ministati europei sono un insieme di stati sovrani molto piccoli presenti in Europa. Il termine è abitualmente usato per riferirsi ai sei stati più piccoli d'Europa per superficie territoriale: Andorra, Liechtenstein, Malta, Monaco, San Marino e Città del Vaticano. Quattro di questi stati sono monarchie (tre principati — Andorra, Liechtenstein e Monaco — e una monarchia assoluta, Città del Vaticano). Lo status di questi stati risale al primo millennio o all'inizio del secondo millennio ad eccezione del Liechtenstein, creato nel XVII secolo.
I microstati sono piccoli stati indipendenti riconosciuti da stati più grandi. Secondo la definizione qualitativa suggerita da Zbigniew Dumienski (2014), i microstati possono anche essere visti come "stati protetti moderni, ovvero stati sovrani che hanno saputo delegare unilateralmente determinati attributi di sovranità a potenze più grandi in cambio di una protezione benigna dei loro poteri politici e di redditività economica contro i loro vincoli geografici o demografici". In linea con questa definizione, solo Andorra, Liechtenstein, Monaco e San Marino si qualificano come "microstati" poiché solo essi presentano una sovranità che funziona in stretta ma volontaria associazione con i rispettivi vicini più grandi, escludendo quindi Malta. Il Lussemburgo, che è molto più grande di tutti i microstati europei messi insieme, condivide comunque alcune di queste caratteristiche.
Alcuni studiosi contestano lo status della Città del Vaticano come Stato, sostenendo che non soddisfa i "criteri tradizionali di statualità" e che lo "status speciale della Città del Vaticano è probabilmente meglio considerato come un mezzo per garantire che il Papa possa liberamente esercitare le sue funzioni spirituali, e sotto questo aspetto in maniera vagamente analoga a quello delle sedi delle organizzazioni internazionali".

## Elenco degli Stati spesso etichettati come microstati
| Stemma | Bandiera                      | Microstato                                          | Città capitale          | Area (km²)          | Note |
| ------ | ----------------------------- | --------------------------------------------------- | ----------------------- | ------------------- | --- |
|        | Andorra (bandiera)            | Andorra – Principato di Andorra                     | Andorra la Vella        | 468 km² (181 mi²)   | Il Principato di Andorra era un residuo feudale nell'alto dei Pirenei, un feudo detenuto congiuntamente dal vescovo di Urgell in Spagna e dal conte di Foix in Francia, con una popolazione di circa 89.000 abitanti. La Contea di Foix si unì alla Corona francese nel 1607 e così il Re di Francia e poi il Presidente della Francia presero il posto del Conte di Foix. Dal 1993 Andorra è una democrazia parlamentare, ma mantiene due co-principi, uno è il capo di stato eletto dalla Francia e l'altro è il vescovo di Urgell. È indipendente dal 1278. Il catalano è la sua unica lingua ufficiale. |
|        | Liechtenstein (bandiera)      | Liechtenstein – Principato del Liechtenstein        | Vaduz                   | 160 km² (62 mi²)    | Il Principato del Liechtenstein è l'unico sistema politico rimasto del Sacro Romano Impero, essendo stato creato dalle contee di Vaduz e Schellenberg nel 1719 come feudo sovrano per la ricca casa austriaca del Liechtenstein. La sua popolazione ammonta a oltre 35.000. A causa della sua posizione geografica tra la Svizzera e l'Austria, non fu inghiottito durante la riorganizzazione della Germania dopo la Rivoluzione francese ed evitò l'incorporazione nell'Impero tedesco che avvenne più tardi nel XIX secolo. |
|        | Malta (bandiera)              | Malta – Repubblica di Malta                         | La Valletta             | 316 km² (122 mi²)   | La Repubblica di Malta è un arcipelago di sette isole nel Mar Mediterraneo centrale e ha una popolazione di circa 446.000 abitanti (stima del 2013), il che significa che ha una popolazione più numerosa di diversi non microstati, in particolare l'Islanda che ha una popolazione di circa 325.000 (stima del 2014). Le popolazioni arrivarono per la prima volta a Malta intorno al 5200 a.C. dalla vicina isola di Sicilia. Ha ottenuto l'indipendenza dal Regno Unito come regno del Commonwealth nel 1964 ed è diventata una repubblica nel 1974. Malta è un membro del Commonwealth delle Nazioni e l'unico microstato ad essere membro a pieno titolo dell'Unione europea. Il cattolicesimo romano è la religione ufficiale di stato di Malta. |

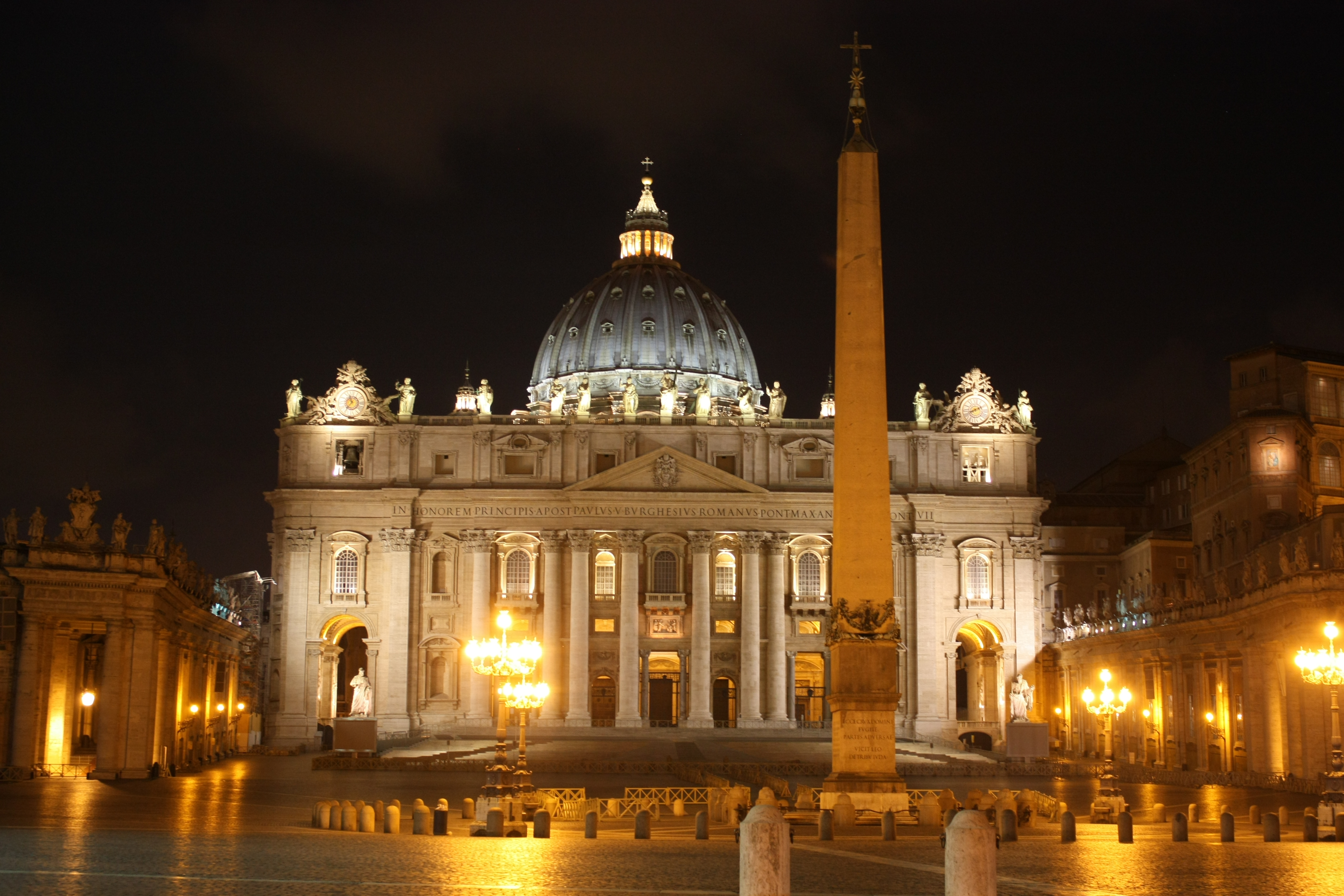
Basilica di San Pietro, Città del Vaticano

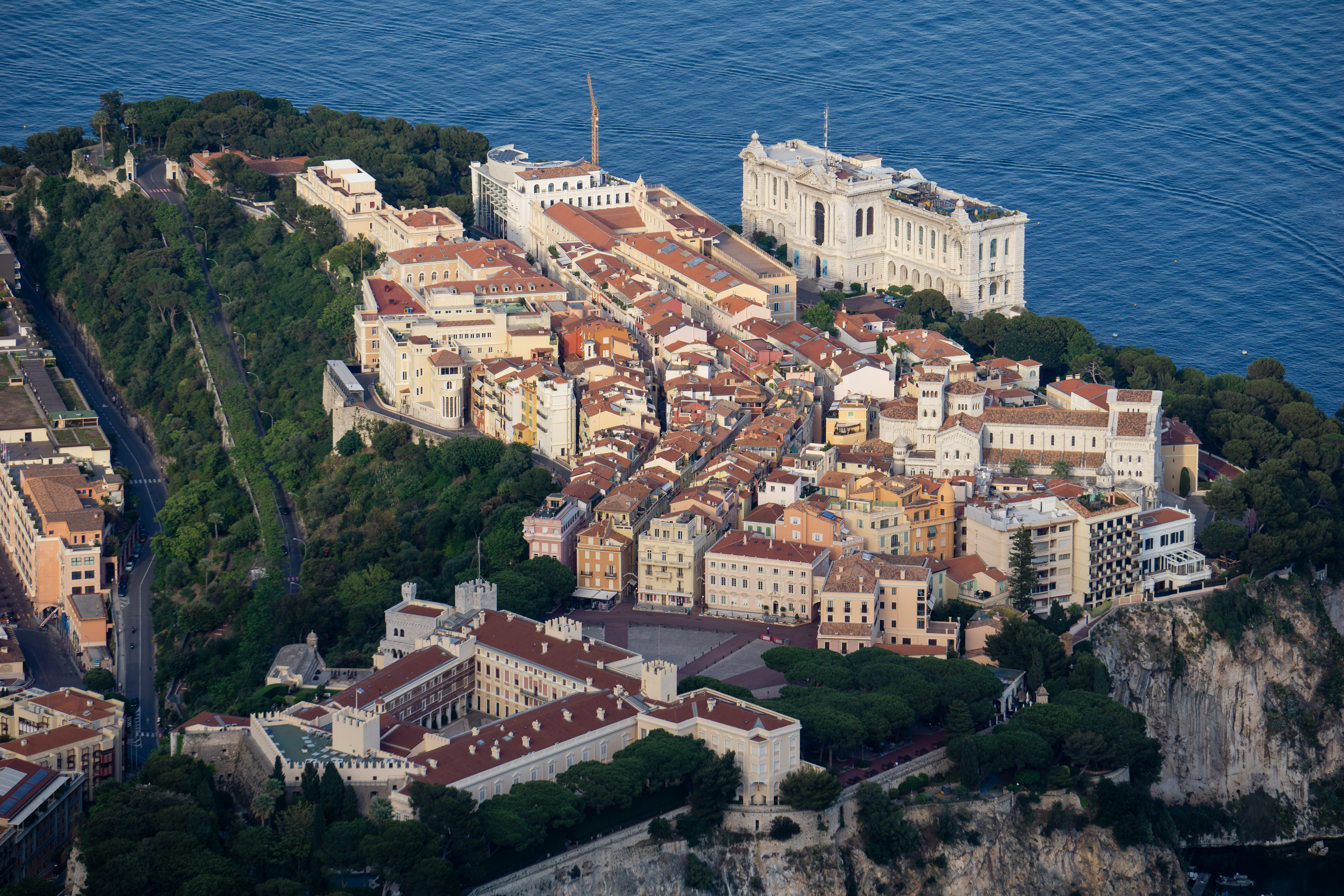
La Rocca a Monaco-Vecchia, Monaco

|        | Monaco (bandiera)             | Monaco – Principato di Monaco                       | Monaco-Ville (de facto) | 2,02 km² (0,78 mi²) | Il Principato di Monaco sulla Costa Azzurra, governato dalla Casa dei Grimaldi dal XIII secolo, ottenne la piena indipendenza solo dopo la cessione della circostante regione di Nizza dal Regno di Sardegna alla Francia nel 1860. Monaco si trova sul Mar Mediterraneo, incastonato nelle Alpi Marittime e ha una popolazione di circa 35.000 abitanti. La sua monarchia costituzionale è guidata dal principe Alberto II. La popolazione è per il 95% cattolica romana. Francese, inglese, italiano e monegasco sono le lingue più parlate. La sua economia si basa sull'industria leggera, sui servizi bancari e finanziari, sulle spedizioni e sul commercio, sulla ricerca e sviluppo in biotecnologie, ambienti marini e turismo. |
|        | San Marino (bandiera)         | San Marino – Repubblica di San Marino               | Città di San Marino     | 61 km² (24 mi²)     | La Repubblica di San Marino, conosciuta anche come Repubblica Serenissima di San Marino, è la più antica repubblica costituzionale sovrana sopravvissuta al mondo. È la continuazione di una comunità monastica fondata nel 301 d.C. ed è l'ultima sopravvissuta di un gran numero di comuni autonomi italiani del Medioevo; è inoltre sopravvissuta al consolidamento dell'Italia in stati territoriali di medie dimensioni nel XV secolo e all'unità d'Italia nel XIX secolo, in gran parte per la sua posizione remota in una valle appenninica e per la sua decisione di offrire rifugio ai capi del movimento unitario. Ha una popolazione di circa 30.000 abitanti. |
|        | Città del Vaticano (bandiera) | Città del Vaticano – Stato della Città del Vaticano | Città del Vaticano      | 0,49 km² (0,19 mi²) | Lo Stato della Città del Vaticano è l'ultimo residuo dell'ex Stato Pontificio, le terre dell'Italia centrale governate direttamente dal Papa. Dopo l'Unità d'Italia nel XIX secolo, lo Stato Pontificio era diventato formalmente parte del Regno d'Italia, ma il Vaticano contestò questa pretesa di autorità geografica e il Papato continuò ad esercitare il controllo politico de facto su un'area intorno alla Basilica di San Pietro a Roma. Uno Stato vaticano sovrano fu poi istituito dai Patti Lateranensi del 1929 tra il Papa e il governo di Benito Mussolini, in cui il Papa riconosceva lo Stato italiano in cambio dell'affermazione del Cattolicesimo Romano come religione di Stato, e il riconoscimento della sovranità del Papa su un minuscolo stato situato interamente all'interno della città di Roma. La sua popolazione è di circa 800 abitanti, di cui circa 450 risiedono nel suo territorio. |

## Politiche economiche e rapporti con l'Unione europea
I microstati europei sono tutti di dimensioni e/o popolazione limitate e analogamente hanno anche risorse naturali limitate. Di conseguenza, hanno adottato politiche economiche speciali, che in genere comportano bassi livelli di tassazione e poche restrizioni agli investimenti finanziari esterni. Malta è un membro a pieno titolo dell'Unione europea, mentre gli altri cinque microstati europei hanno stretto relazioni speciali con l'Unione europea. Molti dei microstati hanno anche stretto un'unione doganale con i loro vicini più grandi per migliorare la loro situazione economica (Città del Vaticano e San Marino con l'Italia, Liechtenstein con la Svizzera, Monaco con la Francia). La maggior parte di essi non ha confini chiaramente contrassegnati; ad esempio, Monaco forma un'area metropolitana continua con i suoi comuni francesi limitrofi (il più grande è Beausoleil) e ha molte strade che attraversano o percorrono il confine.

## Entità simili

### Dipendenze
Se i microstati hanno la sovranità sul proprio territorio, ci sono anche un certo numero di piccoli territori autonomi, che nonostante abbiano (in quasi tutti i casi) un proprio governo indipendente, un potere esecutivo, un ente legislatore, una magistratura, una polizia e altri simboli di indipendenza, sono tuttavia sotto la sovranità di un altro stato o monarca.
- Akrotiri e Dhekelia (territorio britannico d'oltremare)
- Åland (provincia autonoma della Finlandia)
- Baliato di Guernsey (dipendenza della Corona britannica), una parte delle isole del Canale, composta da tre sotto-giurisdizioni separate: Alderney, Guernsey e Sark
- Baliato di Jersey (dipendenza della Corona britannica), una parte delle Isole del Canale
- Gibilterra (territorio britannico d'oltremare)
- Isole Fær Øer (territorio autonomo del Regno di Danimarca)
- Isola di Man (dipendenza della corona britannica)
- Monte Athos (comunità monastica autonoma in Grecia)

### Sovrano Militare Ordine di Malta

Bandiera del Sovrano Militare Ordine di Malta

Il Sovrano Militare Ordine di Malta è un ordine laico cattolico ed esempio tradizionale di entità sovrana diversa da uno stato ai sensi del diritto internazionale.
A differenza della Santa Sede, che è sovrana sulla Città del Vaticano, l'Ordine non ha territorio. Tuttavia, le sue sedi, ubicate a Palazzo Malta e Villa Malta, hanno l'extraterritorialità dall'Italia, e lo stesso status è riconosciuto da Malta per quanto riguarda la sua sede storica, situata a Forte Sant'Angelo. L'Ordine è il diretto successore dei Cavalieri Ospedalieri medievali, noti anche come i Cavalieri di Malta, e oggi opera come un'organizzazione in gran parte caritatevole e cerimoniale.
Ha lo status di osservatore permanente non statale presso le Nazioni Unite, ha relazioni diplomatiche complete, comprese le ambasciate, con 100 stati ed è in relazioni più informali con altri cinque. Emette i propri francobolli, monete, passaporti e targhe e dispone di un proprio corpo medico dell'esercito.

## Piccoli territori storici
I conflitti della Rivoluzione francese e delle guerre napoleoniche hanno fatto ridisegnare più volte la mappa europea. Furono create numerose repubbliche clienti di breve durata e la caduta del Sacro Romano Impero diede la sovranità a ciascuno dei suoi numerosi Kleinstaaterei sopravvissuti. La situazione non si stabilizzò fino a dopo il Congresso di Vienna nel 1815. Dopo la prima e la seconda guerra mondiale un certo numero di territori ottenne lo status temporaneo di zona internazionale, protettorato o territorio occupato. Alcuni di essi sono qui menzionati:
| Nome                                 | Data d'inizio | Fine           | Stati attuali                         | Note |
| ------------------------------------ | ------------- | -------------- | ------------------------------------- | --- |
| Couto Misto                          | X secolo      | 1868           | Spagna/Portogallo                     | Microstato indipendente al confine tra Spagna e Portogallo |
| Ducato di Napoli                     | 840           | 1137           | Italia                                | Il Ducato sopravvisse alla ritirata dell'Impero bizantino e rimase indipendente fino all'assorbimento del Regno di Sicilia nel 1137 |
| Repubblica di Lucca                  | 1160          | 1805           | Italia                                | La Repubblica fu assorbita dal Principato di Lucca e Piombino (stato cliente del Primo Impero francese) tra il 1805 e il 1815, e formò il Ducato indipendente di Lucca tra il 1815 e il 1847, in conseguenza del Congresso di Vienna                                                                          |
| Contea di Santa Fiora                | 1274          | 1633           | Italia                                | |
| Gersau                               | 1433          | 1798           | Svizzera                              | |
| Repubblica di Mulhouse               | 1347          | 1798           | Francia                               | |
| Repubblica di Ragusa                 | 1358          | 1808           | Dubrovnik, Croazia                    | |
| Repubblica di Cospaia                | 1440          | 1826           | Italia                                | Creata dopo un errore da papa Eugenio IV durante la vendita del territorio alla Repubblica di Firenze. Un piccolo lembo di terra non venne menzionato nel trattato di vendita e i suoi abitanti si dichiararono prontamente indipendenti.                                                                     |
| Repubblica di Saint-Malo             | 1590          | 1594           | Ille-et-Vilaine, Francia              | |
| Repubblica di Paulava                | 1769          | 1795           | Lituania                              | Una repubblica completamente indipendente fondata da un nobile lituano Paweł Ksawery Brzostowski con un proprio presidente, parlamento, leggi ed esercito. Lo stato fu riconosciuto dal Granduca e dallo stesso re Stanislao II Augusto Poniatowski.                                                          |
| Gozo                                 | 1798          | 1800           | Gozo, Malta                           | |
| Città libera di Cracovia             | 1815          | 1846           | Cracovia Polonia                      | |
| Moresnet Neutrale                    | 1816          | 1920           | Kelmis, Belgio                        | Moresnet Neutrale era un condominio tra i Paesi Bassi e la Prussia su una miniera di zinco contesa. |
| Città libere di Mentone e Roccabruna | 1848          | 1849           | Francia                               | Le Città Libere di Mentone e Roccabruna si separarono da Monaco nel 1848. Nel novembre 1849 furono annesse al Regno di Sardegna e nel 1861 alla Francia. |
| Repubblica di Kruševo                | 3 agosto 1903 | 13 agosto 1903 | Comune di Kruševo, Macedonia del Nord | |
| Stato Libero di Schwenten            | gennaio 1919  | agosto 1919    | Świętno, Polonia                      | |
| Città Libera di Danzica              | 1920          | 1939           | Danzica, Polonia                      | |
| Regione di Klaipeda                  | 1920          | 1923           | Lituania                              | Il territorio fu posto sotto il controllo francese con il Trattato di Versailles nel 1920, ma fu occupato dalla Lituania nel 1923 nella rivolta di Klaipėda |
| Stato libero di Fiume                | 1920          | 1924           | Fiume, Croazia                        | |
| Territorio del bacino della Saar     | 1920          | 1935           | Saarland, Germania                    | Dopo la prima guerra mondiale, la Saar fu un mandato della Società delle Nazioni sotto il controllo francese, fino a quando un referendum nel 1935 vide oltre il 90% degli elettori scegliere di tornare alla Germania.                                                                                       |
| Protettorato della Saar              | 1945          | 1956           | Saarland, Germania                    | Dopo la seconda guerra mondiale, la Francia governò la Saar direttamente come protettorato, circondata dalla Francia propriamente detta a ovest e dalla zona di occupazione francese della Germania a est. |
| Territorio Libero di Trieste         | 1947          | 1954           | Divisa tra Italia, Slovenia e Croazia | Trieste fu occupata dall'Italia dopo la fine della prima guerra mondiale, e fu teoricamente ricreata come Territorio Libero dopo la fine della seconda guerra mondiale, quando fu divisa tra le aree di controllo alleato e jugoslavo, e infine formalizzata nel 1954 con la parte alleata tornata in Italia. |

## Microstati italiani del XVIII secolo
- signoria di Vescovato: vescovi di Tortona
- principato di San Giulio e Orta: vescovi di Novara
- principato di Masserano: Ferrero Fieschi
- signoria di Bagnaria: principi Doria Landi
- signoria di Cecima: principi Sforza Cesarini
- marchesato di Montemarzino: Spinola de los Balbasos
- marchesato di Borgo Adorno e Pallavicino: Botta Adorno
- marchesato di Cabella e Cremonte: Spinola Pallavicini
- marchesato di Mongiardino: Fieschi
- marchesato di Vergagni: Crosa
- marchesato di Rocchetta e Roccaforte: Spinola
- marchesato di Pregòla: Malaspina, Spinola Pallavicini
- marchesato di Torre e Gorreto: Centurione Scotto
- marchesato di Orezzoli: Malaspina
- marchesato di Avolasca e Montegioco: Bussetti
- marchesato di Rezzoaglio e Magnasco: Doria Landi
- marchesato di Grondona: Doria Landi
- marchesato di Gremiasco: Doria Landi
- marchesato di Cantalupo e Dernice: Spinola
- marchesato di Montessoro e Cantone: Spinola
- contea di Tassarolo: Spinola
- marchesato di Torriglia e S. Stefano d'Aveto: Doria Landi
- marchesato di Savignone e Casella: Fieschi
- marchesato di Croce de Fieschi: Fieschi
- marchesato di Campofreddo: Spinola
- signoria di Albera: prevosti abati
- principato di Monaco: Goyon de Matignon Grimaldi
- repubblica di Noli
- marchesato di Gazoldo e Desolo: Ippoliti
- signoria della Valsolda: arcivescovi di Milano
- contea di Limonta e Civenna: abati di S. Ambrogio di Milano
- contea di Maccagno: Borromeo Arese
- marchesato di Cerigotto: Giustiniani, Foscarini
- contea di Ceneda: vescovi
- patriarcato di Aquileia: patriarchi
- repubblica di Poglizza: principi elettivi
- principato di Castiglione delle Stiviere: Gonzaga
- baronia di Retegno e Bettol: Gallio Trivulzio
- contea dei Mezzani del Vescovo: vescovi di Parma
- signoria di Monchio: vescovi di Parma
- principato di Soragna: Meli Lupi
- marchesato di San Secondo: Rossi
- principato di S. Martino in Rio: Estensi cadetti
- contea di Rolo: Sessi
- marchesato di Suvero e Monti: Malaspina
- marchesato di Mulazzo e Pozzo: Malaspina
- marchesato di Calice e Madrignano: Malaspina
- marchesato di Malgrate e Filetto: Freganeschi Ariberti
- marchesato di Villafranca e della Virgoletta: Malaspina Estensi
- marchesato di Castevoli e Stadomelli: Malaspina
- marchesato di Castagnetoli e Casteoli: Malaspina
- marchesato di Groppoli e Rivazza: Brignole Sale
- marchesato di Tresana e Giovagallo: principi Corsini
- marchesato di Podenzana e Aulla: Malaspina
- marchesato di Licciana e Panicale: Malaspina
- marchesato della Bastia e Monti: Malaspina
- marchesato di Ponte Bosio: Malaspina
- marchesato di Olivola e Pallerone: Malaspina
- marchesato di Fosdinovo e Gragnola: Malaspina
- signoria di Massarosa e Gualdo: arcivescovi di Lucca
- signoria di Diecimo: arcivescovi di Lucca
- marchesato di Treschietto e Corlago: Malaspina
- marchesato di Terrarossa: Malaspina
- marchesato di Boccheggiano: duchi Salviati
- contea di Cesa: vescovi di Arezzo
- contea di Garza Vecchia: abati del Buonsollazzo
- contea di Chitignano: Ubertini
- contea di Magnale: abati di Vallombrosa
- contea di Moggiona: abati di Camaldoli
- contea di Montauto: Barbolani
- signoria di Montedoglio e Gorgascura: conti Schianteschi Cantagallina
- signoria di Stale: abati di S. Lucia
- signoria di Turicchi: vescovi di Fiesole
- contea d'Elci e Travale: Pannocchieschi
- contea di Murlo: arcivescovi di Siena
- contea di Monticiano: Pannocchieschi
- signoria di Sticciano: conti Piccolomini
- contea di La Guna: arcivescovi di Ravenna
- contea di Vernio: Bardi Alberti
- marchesato di Monte di Santa Maria: Bourbon del Monte
- marchesato di Sorbello: Bourbon del Monte
- marchesato di Petrella: Bourbon del Monte
- stato dei Presidi: Borboni di Napoli e Sicilia
- repubblica di Cospaia
- contea di Carpegna: Carpegna Gabrielli
- contea di Carpegna e Scavolino, Bascio: Orsini de Cavalieri Sannesi
- contea di Apecchio e Baciuccheto: Ubertini della Carda
- repubblica di S. Marino
- contea di Castiglione de' Gatti e Baragazza: Pepoli
- contea della Porretta: Ranuzzi
- contea di Civitella Ranieri: Ranieri di Montegualandro
- contea di Piobbico: Brancaleoni
- contea di Reschio: Bichi Ruspoli
- ducato di Salci: Bonelli Ghislieri
- principato di Parrano: Marescotti
- ducato di Alvito: principi Gallio Trivulzio
- ducato di Sora e Aquino: Buoncompagni Ludovisi principi di Piombino
- contea di Modica: duchi d'Alba
- ordine di Malta: gran maestri
- repubblica di Ragusa (Dubrovnich)

## Riferimenti nella cultura di massa
- La squadra di calcio AS Monaco FC, sebbene con sede a Monaco, gioca nel campionato di calcio francese. Al contrario, Malta mantiene il proprio campionato con una massima divisione a 14 squadre.
- Alcuni dei microstati europei sono membri dei Giochi dei piccoli stati d'Europa (GSSE); molte delle dipendenze dell'isola competono nei Giochi delle isole, insieme a molte altre dipendenze dell'isola da altre parti del mondo. I paesi che partecipano ai Giochi dei piccoli stati d'Europa sono: Andorra, Cipro, Islanda, Liechtenstein, Lussemburgo, Malta, Monaco, Montenegro e San Marino.
- Monaco (dal 1959), Malta (dal 1971), Andorra (dal 2004 al 2009) e San Marino (debutto nel 2008, e dal 2011 in poi) sono o sono state le nazioni partecipanti all'Eurovision Song Contest.